# Blackwater (rivière de Virginie)
Pour les articles homonymes, voir Blackwater.
La Blackwater est une rivière de Virginie d'une longueur de 170 km qui prend sa source près de la ville de Petersburg. Elle coule à travers l'Inner Coastal Plain region. Elle rejoint la Nottoway tout près de la frontière avec la Caroline du Nord pour former la Chowan, ses eaux rejoignent la mer dans la baie d'Albemarle.

## Vue d'ensemble
La Blackriver tient son nom de la particularité de ses eaux qui sont sombres et légèrement acides du fait de leur concentration en acide tannique. Son bassin de drainage contient beaucoup de marais. La plaine inondable de la rivière est surtout boisée et marécageuse, y compris le cyprès chauve et des forêts marécageuses de Nyssa.
Dans cette région de Virginie, beaucoup de cours d'eau sont appelés « marais », mais fonctionnent toujours comme des cours d'eau linéaires, avec un courant se déplaçant d'un bout à l'autre et disposent d'un réseau tributaire de cours d'eau normal.
La rivière servait de voie de transport aux XVIIe et XVIIIe siècles, reliant ainsi la baie de Chesapeake à la colonie d'Albemarle. Les premiers établissements de colons dans le bassin de la Blackwater se sont établis très tôt dans l'histoire de la Virginie. La rivière est ainsi devenue une route migratoire vers l'intérieur et la Caroline. Au total, le bassin de la rivière englobe trois villes et cinq comtés en Virginie.

## Parcours
La source se situe au sud Petersburg à partir de nombreux marécages. Elle coule vers le sud-est à travers le comté de Prince George. Elle constitue ensuite une partie de la frontière avec les comtés de Surry et de Sussex. Elle collecte les eaux des marais de Warwick, Otterdam, Coppahaunk et Cypress. Plus au sud, elle délimite le comté de Sussex avec ceux de Isle of Wight et de Southampton.
La ville de Franklin se trouve sur sa rive ouest là où elle devient navigable. Depuis l'époque des bateaux à vapeur, la navigation est interdite au-delà. Plus au sud, elle traverse la ville de Suffolk.
14 km plus au sud, elle est rejointe par la Nottoway pour former la Chowan qui part vers l'océan. Elle constitue la limite entre la Virginie et la Caroline du Nord pendant un kilomètre environ.

## Particularités
Comme son nom l'indique, la rivière est constituée d'eaux ayant une forte turbidité, due à plusieurs facteurs. Les forêts humides et les pocosins constituent la plus grande partie de son bassin. Les pocosins sont d'ailleurs parmi les plus remarquables de la côte atlantique.
Les cyprès et les Nyssas qui couvrent la région sont parfois âgés de 800 ans, ce qui constitue un exemple rare de développement de ce type de végétation. Le plus grand Nyssa répertorié mesure 29 m de haut avec une circonférence de 10,3 m.
Un autre type de forêt rare se trouve le long de la rivière. Ce sont des forêts de pins, autrefois plus communes mais aujourd'hui réduites à quelques sites sur la partie est du bassin, notamment près de Zuni (en).

## Pêche
Sur l'ensemble du parcours de la rivière  se trouvent de nombreuses espèces de gibier comme le cerf, le gibier d'eau, les ratons laveurs, les écureuils et beaucoup de reptiles et d'espèces amphibies, en plus de nombreux poissons. On trouve ainsi de nombreux pêcheurs à la ligne depuis la berge ou depuis des bateaux plats.

## Canoës et kayaks

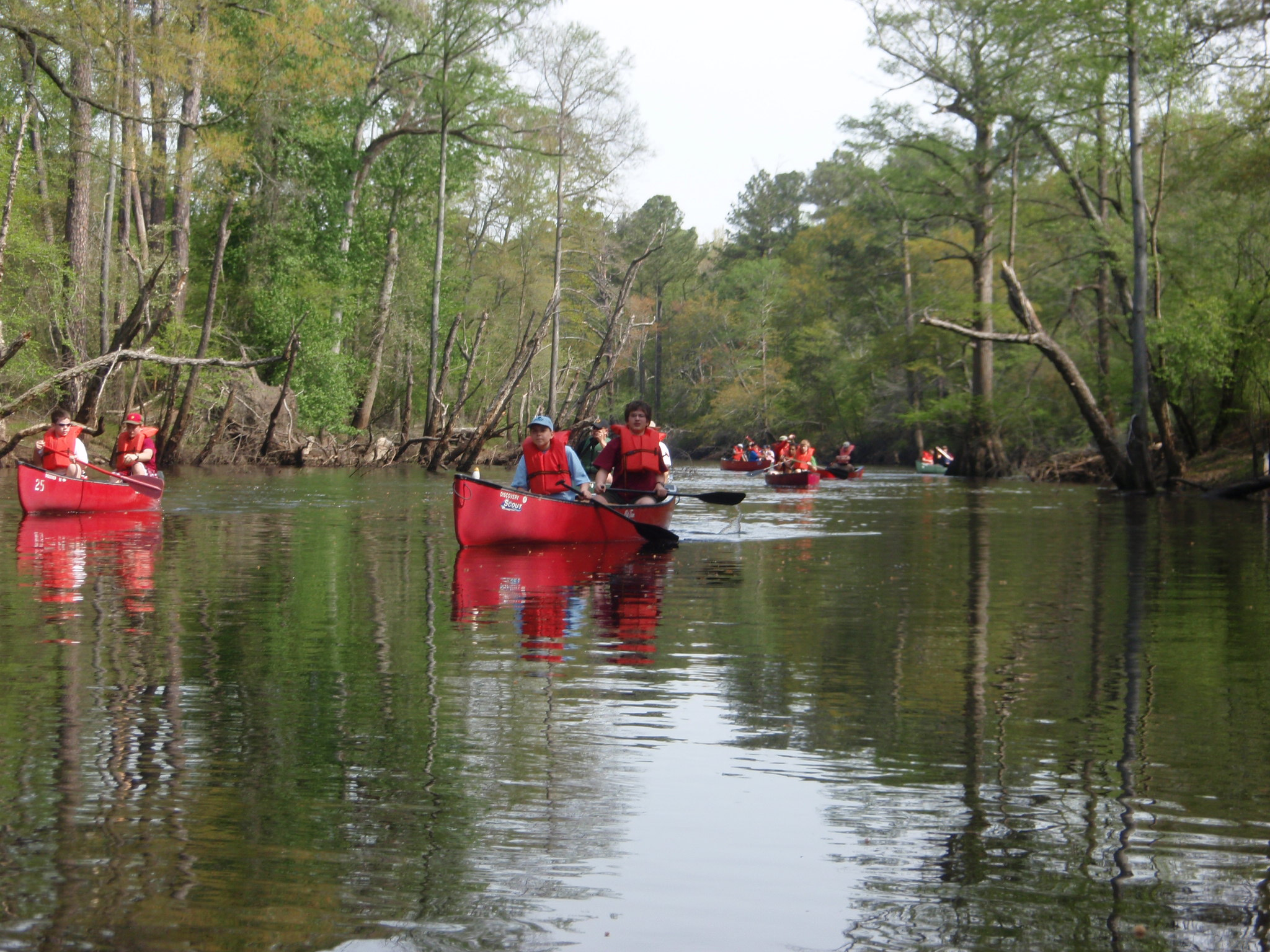
Des canoës sur la rivière

Les lieux de loisirs sont limités à quelques traversées de pont, aux rampes d'accès pour les bateaux (il en existe 4) et des zones accessibles pour  les canoës. Aucun permis n'est exigé.

## Histoire
En 1646, après deux années de guerre entre la colonie de Virginie et les Powhatans, un traité de paix est signé entre les chefs des deux camps (le gouverneur William Berkeley et Necotowance (en) qui précise que la limite entre les terres des colons et des indiens est le cours inférieur de la Blackwater. Les Amérindiens étaient seulement autorisés à traverser au Fort Henry, sous peine d'être tués.
Au XVIIe siècle, quelques colons s'installent sur les terres des Indiens. Le gouvernement leur demande alors de revenir, il n'accordera pas de land grant. En 1685, la chambre des Bourgeois de Virginie demande l'autorisation de s'installer sur des terres au sud de la rivière, ce que le gouverneur lui refuse.
Une pétition est adressée au roi en 1688 pour occuper les terres des tribus indiennes. en argumentant sur le risque d'envahissement par d'autres tribus. En 1691, le roi prolonge le moratoire et demande aux colons de retourner plus au nord. Finalement, en 1706, Le traité est révoqué et les installations de colons au sud et à l'ouest de la rivière deviennent légales.
À cette époque, les transports se faisaient essentiellement par voie d'eau, le découpage de la côte et les marais rendent les déplacements difficiles. Les colons ont donc tendance à suivre naturellement le cours des rivières pour rentrer dans les terres. La Blackwater est une exception puisqu'elle vient du nord sans s'enfoncer dans le continent. La rivière sert alors surtout de moyen de communication et de transport. Les colons ont été emmenés vers la baie de Chesapeake pour empêcher les implantations illégales dans la baie d'Albemarle. Cette décision a joué un rôle dans l'émergence d'une « société du sud » aux intérêts distincts du nord.
En 1713, un lieu appelé « South Quai », proche de Franklin devient un important lieu de commerce. En 1777, il était connu comme le plus important port de cette région de la côte. dans les grands entrepôts se trouvaient du tabac et des denrées alimentaires pour l'import et l'export. South Quai devient un chantier naval où sont construits deux bateaux (Le « Caswell » et le « Washington ») qui contribuent dans la guerre contre les Anglais en 1777/78.
En 1781, Le lieutenant-colonel anglais Dundas est chargé par Charles Cornwallis de détruire South Quai, ce qui marque la fin de son activité commerciale.
Pendant la guerre de Sécession, la Blackwater est pendant un temps la séparation entre l'Union et les confédérés de Virginie, notamment le cadre de l'Expédition conjointe contre Franklin. Elle était une limite difficilement défendue et beaucoup d'esclaves l'ont franchie pour aller vers la liberté.

## Inondations
Du fait de la grande platitude de son bassin versant, la rivière est souvent sujette à des inondations lors des grandes périodes d'intempéries. Cela s'est notamment passé pendant le passage de l'ouragan Floyd, provoquant alors une crue centennale.

## Source
- (en) Cet article est partiellement ou en totalité issu de l’article de Wikipédia en anglais intitulé « Blackwater River (Virginia) » (voir la liste des auteurs).